# براندون كوين
براندون كوين (بالإنجليزية: Brandon Quinn)‏ هو ممثل أمريكي، ولد في 7 أكتوبر 1977 في الولايات المتحدة.

## أعمال

### أفلام
- (2010) عطش

### مسلسلات
- إن سي آي إس
- ذا فوسترز

## وصلات خارجية
- براندون كوين على موقع IMDb (الإنجليزية)
- براندون كوين على موقع ألو سيني (الفرنسية)
- براندون كوين على موقع أول موفي (الإنجليزية)
- براندون كوين على موقع قاعدة بيانات الفيلم (الإنجليزية)
- براندون كوين على موقع كينوبويسك (الروسية)